# Resident Evil: Vendetta
Resident Evil: Vendetta is een Japanse film uit 2017, geregisseerd door Takanori Tsujimoto en geschreven door Makoto Fukami. De hoofdrollen zijn ingesproken door Kevin Dorman, Matthew Mercer, Erin Cahill, John DeMita, Cristina Vee en Fred Tatasciore. De alternatieve (Japanse) titel van deze film is Biohazard: Vendetta.

## Verhaal
Als een onbevreesde vijand uit wraak een dodelijk virus loslaat, roept BSAA-kapitein Chris Redfield de hulp in van agent Leon S. Kennedy en professor Rebecca Chambers om de doodsboodschapper uit te schakelen en New York te redden.

## Stemverdeling
- Kevin Dorman - Chris Redfield
- Matthew Mercer - Leon S. Kennedy
- Erin Cahill - Rebecca Chambers
- Kari Wahlgren - Nadia
- Arif S. Kinchen - D.C.
- Arnie Pantoja - Damian
- John DeMita - Glenn Arias
- Cristina Vee - Maria Gomez
- Fred Tatasciore - Diego Gomez